# Hernán Ruquet
Hernán Ruquet (n. el 1 de enero de 1990) es un exfutbolista profesional argentino que jugó como lateral por izquierda en Comunicaciones.

## Trayectoria
La carrera de Ruquet comenzó en Primera B Metropolitana con Almagro. Seis goles en un total de noventa apariciones llegaron en siete campañas de 2009 a 2010, y el defensor apareció treinta y dos veces en 2015 cuando ganó el ascenso a Primera B Nacional. Habiendo aparecido cuatro veces en la segunda división, Ruquet regresó a Primera B Metropolitana con Comunicaciones el 20 de julio de 2016. Debutó ante Acassuso el 21 de agosto, antes de marcar sus primeros goles en octubre ante UAI Urquiza y Fénix respectivamente. Ruquet partió para jugar en 2017-18 con Almirante Brown, antes de reincorporarse a Comunicaciones para la temporada 2018-19.

## Estadísticas
Actualizado al 16 de octubre de 2022

| Almagro Argentina | 3.º                 | 2009-10             | 5   | 0 | 0 | 0 | — | — | 5   | 0 |
| Almagro Argentina | 3.º                 | 2010-11             | 5   | 0 | 0 | 0 | — | — | 5   | 0 |
| Almagro Argentina | 3.º                 | 2011-12             | 5   | 0 | 0 | 0 | — | — | 5   | 0 |
| Almagro Argentina | 3.º                 | 2012-13             | 18  | 0 | 0 | 0 | — | — | 18  | 0 |
| Almagro Argentina | 3.º                 | 2013-14             | 8   | 0 | 0 | 0 | — | — | 8   | 0 |
| Almagro Argentina | 3.º                 | 2014                | 12  | 1 | 0 | 0 | — | — | 12  | 1 |
| Almagro Argentina | 3.º                 | 2015                | 32  | 0 | 0 | 0 | — | — | 32  | 0 |
| Almagro Argentina | 2.º                 | 2016                | 4   | 0 | 0 | 0 | — | — | 4   | 0 |
| Almagro Argentina | Total               | Total               | 89  | 1 | 0 | 0 | 0 | 0 | 89  | 1 |
| Comunicaciones Argentina | 3.º                 | 2016-17             | 31  | 2 | 0 | 0 | — | — | 31  | 2 |
| Comunicaciones Argentina | Total               | Total               | 31  | 2 | 0 | 0 | 0 | 0 | 31  | 2 |
| Almirante Brown Argentina | 3.º                 | 2017-18             | 24  | 1 | 0 | 0 | — | — | 24  | 1 |
| Almirante Brown Argentina | Total               | Total               | 24  | 1 | 0 | 0 | 0 | 0 | 24  | 1 |
| Comunicaciones Argentina | 3.º                 | 2018-19             | 26  | 2 | 0 | 0 | — | — | 26  | 2 |
| Comunicaciones Argentina | 3.º                 | 2019-20             | 17  | 0 | 0 | 0 | — | — | 17  | 0 |
| Comunicaciones Argentina | 3.º                 | 2020                | 4   | 0 | 0 | 0 | — | — | 4   | 0 |
| Comunicaciones Argentina | Total               | Total               | 47  | 2 | 0 | 0 | 0 | 0 | 47  | 2 |
| Deportivo Madryn Argentina | 4.º                 | 2021                | 15  | 0 | 0 | 0 | — | — | 15  | 0 |
| Deportivo Madryn Argentina | Total               | Total               | 15  | 0 | 0 | 0 | 0 | 0 | 15  | 0 |
| Sportivo Italiano Argentina | 4.º                 | 2022                | 15  | 0 | 0 | 0 | — | — | 15  | 0 |
| Sportivo Italiano Argentina | Total               | Total               | 15  | 0 | 0 | 0 | 0 | 0 | 15  | 0 |
| Total en su carrera | Total en su carrera | Total en su carrera | 221 | 6 | 1 | 0 | — | — | 221 | 6 |
| (1) La copa nacional se refiere a la Copa Argentina y Supercopa Argentina. (2) La copa internacional se refiere a la Copa Sudamericana, Recopa Sudamericana, Copa Libertadores y Copa Suruga Bank. |                     |                     |     |   |   |   |   |   |     |   |